# Egon Sharpe Pearson
Egon Sharpe Pearson (11 august 1895, Hampstead – 12 iunie 1980, Londra) a fost un important matematician englez, avand contribuții importante in statistică. El a fost fiul lui Karl Pearson
1. 1 2  MacTutor History of Mathematics archive, accesat în 22 august 2017
2. 1 2  „Egon Sharpe Pearson”, Gemeinsame Normdatei, accesat în 5 mai 2014
3. 1 2  Egon Pearson, SNAC, accesat în 9 octombrie 2017
4. 1 2 3  Scientific Legacy Database, accesat în 16 decembrie 2022
5. 1 2 3 4 5 6 7 8 9 10  MacTutor History of Mathematics archive
6. ↑  Autoritatea BnF, accesat în 10 octombrie 2015
7. ↑   https://www.econometricsociety.org/society/organization-and-governance/fellows/memoriam, accesat în 6 aprilie 2023 Lipsește sau este vid: |title= (ajutor)